# Oscar Lapham
Oscar Lapham, född 29 juni 1837 i Burrillville i Rhode Island, död 29 mars 1926 i Providence i Rhode Island, var en amerikansk politiker (demokrat). Han var ledamot av USA:s representanthus 1891–1895.
Lapham efterträdde 1891 Henry J. Spooner som kongressledamot och efterträddes 1895 av Melville Bull.
Lapham är begravd på Swan Point Cemetery i Providence.